# Beemster
Beemster er en kommune i Holland, i provinsen Nordholland. Ligeledes er Beemster den første kog i Holland, der blev indvundet fra en sø. Vandet blev trukket ud af søen med vindmøller. Beemsterkogen blev udtørret i perioden 1609 til 1612. Kogen har bibeholdt sit oprindelige landskab af velorganiserede marker, veje, kanaler, dæmninger og bygninger udlagt efter planlægningsprincipper fra renæssance og tiden før. Et net af kanaler løber parallelt med nettet af veje. 
Kogen har været på UNESCOs verdensarvsliste siden 1999. 

## Befolkningscentre
Kommunen Beemster består af de følgende byer, landsbyer og/eller distrikter: Middenbeemster, Noordbeemster, Westbeemster og Zuidoostbeemster.